# Turnover (American Football)

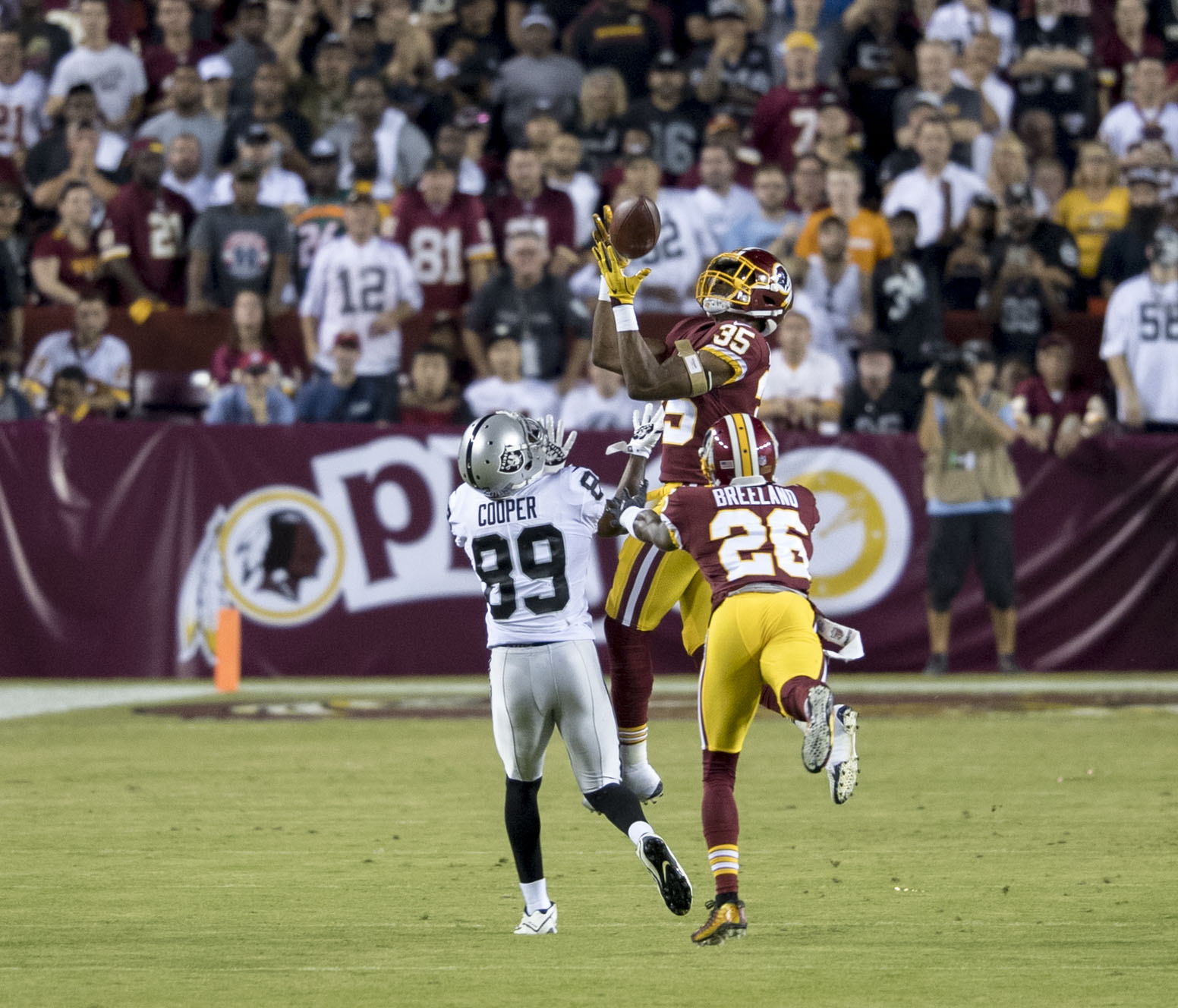
Ballverlust der Raiders durch eine Interception des Safety der Redskins (Montae Nicholson #35)

Ein Turnover bedeutet im American Football den Ballverlust und die Abgabe des Angriffsrechts einer Mannschaft. Dies ist beim American Football schwerwiegend, da man ohne Angriffsrecht nur schwer punkten kann. Es gibt drei Arten des Turnovers: Interception, Fumble und Turnover on Downs. Davon zu unterscheiden ist der Punt, bei dem sich die zuvor angreifende Mannschaft freiwillig vom Angriffsrecht trennt.

## Turnoverarten

### Interception
Hierbei verliert die angreifende Mannschaft den Ball bei einem versuchten Pass. Der gepasste Ball wird von einem Verteidiger abgefangen (engl.: to intercept = abfangen), bevor er den Boden berührt. Dabei darf aber der angespielte Angreifer nicht behindert werden (Pass Interference). Der vormalige Abwehrspieler darf nun den Ball so weit tragen wie möglich, jedoch nicht nach vorne passen. Sogenannte Laterals, also Pässe, bei denen der Ball, ohne eine Vorwärtsbewegung zu machen, zur Seite oder nach hinten gepasst wird, sind erlaubt, jedoch selten. Ein Lateralpass, der nicht festgehalten wurde, ist ein freier Ball und kann auch von der gegnerischen Mannschaft gesichert werden. In diesem Fall liegt das Angriffsrecht des darauffolgenden Spielzuges erneut bei der angreifenden Mannschaft.

### Fumble

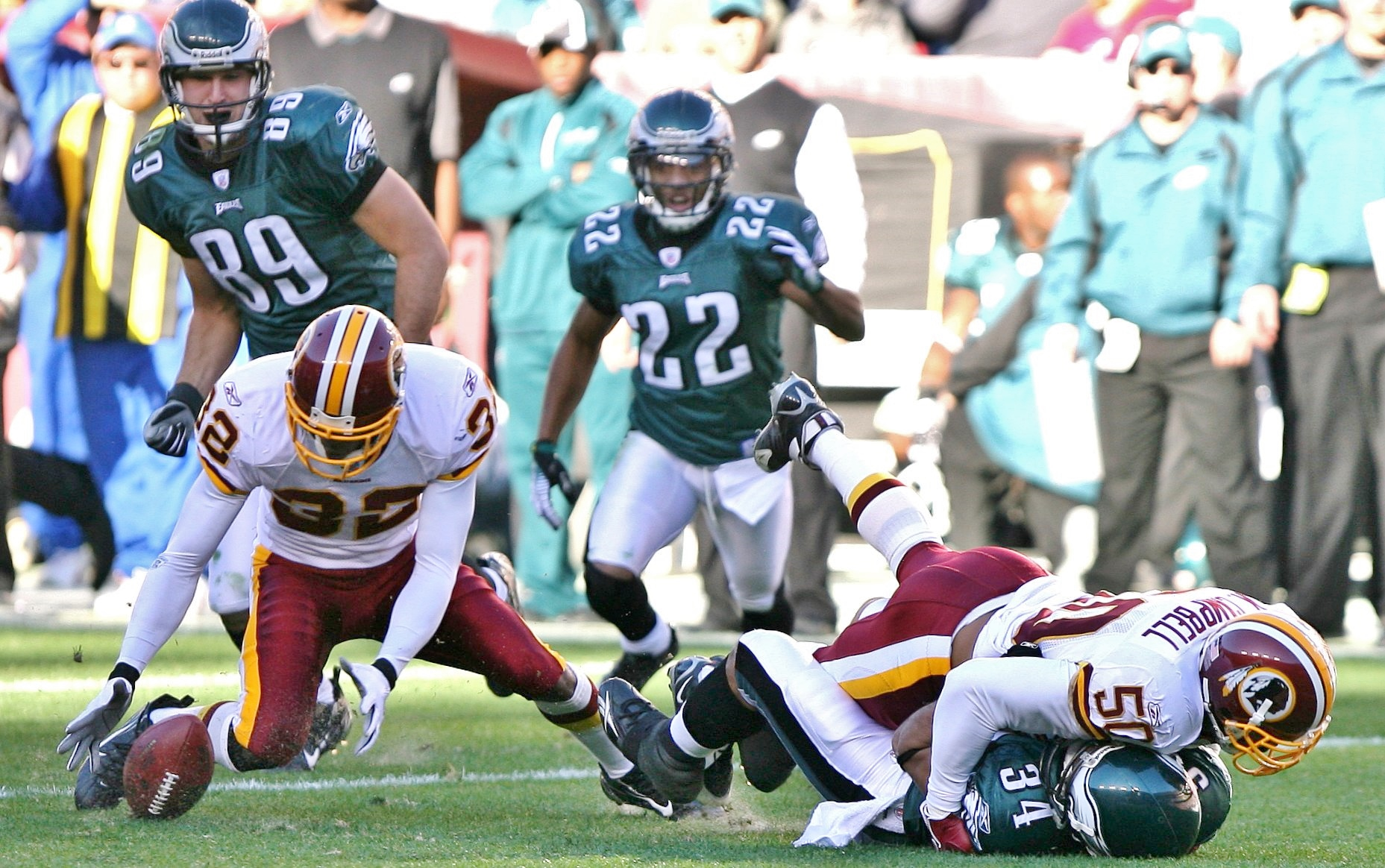
Ein Spieler der Redskins nimmt einen Fumble auf

Sogenannte Fumbles (engl.: to fumble with sth. = mit etw. ungeschickt umgehen) können ebenfalls zu Ballverlusten führen. Der balltragende Spieler lässt den Ball fallen, nachdem er ihn unter Kontrolle hatte (ein bis zwei Schritte mit dem Ball) und bevor er mit einem anderen Körperteil als den Händen oder Füßen den Boden berührt. Dies geschieht meist auf Grund eines harten Tackles oder dem gezielten Zerren am balltragenden Arm (Strip Ball). Ein Fumble stellt einen Turnover dar, wenn der Ball durch die gegnerische Mannschaft gesichert wird. Ein Fumble, der durch die Offense gesichert wird, ist kein Ballverlust/Turnover; das Angriffsrecht ändert sich nicht.
Befindet sich der Ball hinter der Anspiellinie und der ballbesitzende Spieler hat das Recht einen Vorwärtspass zu werfen, gilt der Ball nur dann als gefumbelt, wenn der Spieler ihn verliert, bevor er seinen Arm während der Wurfbewegung nach vorne führt (alleiniges Ausholen genügt demnach nicht). Ansonsten wird der Spielzug als unvollständiger Pass gewertet und ist ohne wechselndes Angriffsrecht beendet. Unterbricht der Spieler hingegen die Wurfbewegung und verliert in der Folge den Ball, gilt dies als Fumble.
Ein gefumbelter Ball kann von jedem Spieler auf dem Feld aufgenommen und in Richtung der gegnerischen Endzone getragen werden. Ausgenommen sind vierte Versuche und alle Spielzüge der letzten zwei Minuten jeder Hälfte (nicht NCAA), bei denen nur der Spieler, der den Ball verloren hat, ihn, nachdem er ihn selbst wieder gesichert hat, weitertragen darf. Wird der Fumble von einem anderen Mitglied der Offense aufgenommen, ist der Spielzug an dieser Stelle beendet. Rollt ein Ball nach einem Fumble nach vorne ins Seitenaus, startet der neue Spielzug an der Stelle des Fumbles, ohne dass das Angriffsrecht wechselt. Rollt der Ball nach hinten ins Seitenaus, beginnt dort der neue Spielzug. Auch hier wechselt das Angriffsrecht nicht.
Gerät ein Ball nach einem Fumble in die Endzone der angreifenden Mannschaft und wird dort von der Defense gesichert, ist das ein Touchdown, wird der Ball in der Endzone von der Offense gesichert oder rollt der Ball über die hintere oder seitliche Begrenzung der Endzone, so ist das ein Safety.
Gerät ein Ball nach einem Fumble der Offense in die Endzone der verteidigenden Mannschaft und wird dort von der Defense gesichert, ist das ein Touchback; das Gleiche gilt, wenn der Ball über die hintere oder seitliche Begrenzung der Endlinie rollt. Wird der Ball in der Endzone vom fumblenden Spieler gesichert, ist das ein Touchdown. Andere Spieler der Offense können den Ball in der Endzone auch sichern;
wenn aber ein viertes Down gespielt ist oder die letzten zwei Minuten vor der Halbzeit oder dem Spielende angebrochen sind, zählt der Touchdown in der NFL nicht und der Ball kommt für das nächste Down zurück an den Ort, an dem er gefumbelt wurde.
Eine spezielle Form des Fumble ist der Fumblerooski, bei dem der Ball absichtlich gefumbelt wird, um so dem Offensive Lineman zu ermöglichen, unbemerkt den Ball aufzunehmen und einen Laufspielzug zu beginnen. Dieser Spielzug wurde mittlerweile verboten.

### Turnover on Downs
Die angreifende Mannschaft schafft es nicht, innerhalb von vier Versuchen zehn Yards (bzw. in Europa Meter) weit zu kommen. Der Ball wird an der Stelle, an der der vierte Versuch endete, an die andere Mannschaft übergeben. Sollte ein Pass nicht gefangen werden, kommt die gegnerische Mannschaft an der Anspiellinie in Ballbesitz. Nach einem vergebenen Field-Goal-Versuch wird der Ball, egal in welchem Versuch, ebenfalls abgegeben. In Europa an der Stelle, an der der Spielzug begann (Line of Scrimmage), in der National Football League an der Stelle, an der der Versuch geschossen wurde, jedoch mindestens an der eigenen 20-Yards-Linie.

## Besonderheiten
Eine Sonderform stellt der sogenannte Muff dar. Sollte bei einem Punt die den Ball empfangende Mannschaft diesen lediglich berühren und nicht sichern, kann die Mannschaft, die den Punt ausgeführt hat, den Ball aufnehmen. Sie darf den Ball (anders als beim Fumble) nicht sogleich weiter tragen, bleibt aber in Ballbesitz und erhält einen neuen ersten Versuch. Ein Muff ist weder ein Fumble noch ein Turnover: das bloße Berühren eines freien Balles führt nicht zu einem Ballbesitzwechsel.

## Quelle
- Falken Verlag, American Football. Die offiziellen Regeln, Niedernhausen 1996, ISBN 3-8068-1673-5.